# カバラス郡 (ノースカロライナ州)
カバラス郡（英: Cabarrus County、 [kʌˈbærʌs]）は、アメリカ合衆国ノースカロライナ州にある郡である。人口は22万5804人（2020年）。郡庁所在地はコンコードであり、同郡で人口最大の都市である。歴史ある場所が多い中でもアメリカ合衆国国定歴史建造物に指定されているリード金鉱山が著名である。

## 歴史
カバラス郡は1792年12月29日に、メクレンバーグ郡から分離して設立された。郡名は、チョウォーン郡の出身でノースカロライナ州下院の議長を務めたスティーブン・カバラスに因んで名付けられた。
1799年、郡南東部の未編入領域でコンラッド・リードが金鉱脈を初めて発見した。リードは、アメリカ独立戦争時に反乱軍に対抗するためにイギリス軍が連れてきた数多いドイツ人傭兵の一人ジョン・リードの息子だった。ジョン・リードは、多くのドイツ兵がそうしたように軍隊を脱走し、ジョージア州からノースカロライナに移り、ドイツ出身の地域社会に入った。そこで農園を始めた。後にその息子のコンラッド・リードが自分の土地で大きな金塊を発見した。ジョン・リードはその金塊を売って、ファイエットビルまで1週間かかる旅費にし、息子の発見の経済的重要性を認識した。
ジョン・リードはまずその土地で砂金採掘を始め、その後地下を掘り、得られた金で裕福になった。その金山はリードの金鉱山と呼ばれるようになった。郡内で多くの金が発見されたので、それを扱うためにシャーロット貨幣鋳造所が建設された。
リード金鉱山は国内初の金山としてアメリカ合衆国国定歴史建造物に指定された。州内の金は20世紀初期まで採掘された。今日鉱山の再建されたトンネルを探検することができる。

## 郡政府
カバラス郡は地域のセントラリナ自治体委員会のメンバーである。カバラス郡は5人の委員による郡政委員会が統治しており、委員は郡全体を選挙区に選ばれ、任期は4根年間、2年毎に半数が改選される。郡の運営は郡マネジャーが行っている。

## 地理
アメリカ合衆国国勢調査局に拠れば、郡域全面積は365平方マイル (945.3 km2)であり、このうち陸地364平方マイル (942.8 km2)、水域は1平方マイル (2.6 km2)で水域率は0.16%である。
カバラス郡はカロライナ・ピードモント台地の穏やかにうねる田園部にある。特に高い山は無いが、東半分にはユーハリー山地の西端にあたる麓丘陵部がある。標高は約500フィート (150 m) から800フィート (240 m) である。大きな船が通ることのできるような川は郡内を流れていない。一番近い航行可能な川は隣接するローワン郡を流れるヤドキン川である。土地の傾斜は南東部に向かって下っている。郡内で最長の水路はロッキー川であり、アイアデル郡を水源とし、スタンリー郡のノーウッドの下流でピーディー川に注いでいる。天候は温暖で、暑い夏と、温暖から冷涼な冬がある。時として悪天候が起こり、温かい季節の雷雨や冬の雨氷や降雪が時たま起きる。平均した冬には降雪がゼロのこともあり、また3回ほど積雪することもある。雪は積雪の間に溶け、雪塊となることは無い。年間平均降雪量は4インチ (10 cm)、降水量は46インチ (1,200 mm) である。夏至の頃、日中の時間は14時間33分となり、可視光は15時間32分継続する。
リン湖は広さ18エーカー (7.3 ha) の小さな湖であり、郡の中央にある。州道73号線と旧空港道路の間に位置している。リン湖道路は曲がりくねった2車線道路でこの2本の道路を繋ぎ、湖や小さな池を見ることができる。リン湖は自然湖であり、水深は平均して28フィート (8.5 m) である。湖とその周辺では鹿、リス、アライグマ、オポッサム、スカンク、コクチバス、ブリームなどが見られる。

### 郡区
カバラス郡は13の郡区に分割され、番号付けされている。第1郡区はハリスバーグ、第2郡区はポプラ、第3郡区はオーデル、第4郡区はカナポリス、第5郡区はニュージリード、第6郡区はライマータウン、第7郡区はゴールドヒル、第8郡区はマウントプレザント、第9郡区はジョージビル、第10郡区はミッドランド、第11郡区はセントラルカバラス、第12郡区はコールドウォーター、第13郡区はコンコード市である。

### 主要高規格道路
|                                                                                      | |                               |
| - 州間高速道路85号線 - アメリカ国道29号線 - アメリカ国道52号線 - アメリカ国道601号線 | - ノースカロライナ州道3号線 - ノースカロライナ州道24号線 - ノースカロライナ州道27号線 - ノースカロライナ州道73号線 | - ノースカロライナ州道200号線 |

州間高速道路85号線は郡北部を南西から北東に走っている。
地域空港（空港コードJQF）がコンコード市の西7マイル (11 km) にある。商業便はシャーロットやグリーンズボロの空港を利用できる。旅客鉄道はアムトラックの便をカナポリスから利用できる。

### 隣接する郡
- ローワン郡 - 北
- スタンリー郡 - 東
- ユニオン郡 - 南
- メクレンバーグ郡 - 西
- アイアデル郡 - 北西

## 人口動態
以下は2000年国勢調査による人口統計データである。
| 基礎データ - 人口: 131,063人 - 世帯数: 49,519 世帯 - 家族数: 36,545 家族 - 人口密度: 139人/km2（360人/mi2） - 住居数: 52,848軒 - 住居密度: 56軒/km2（145軒/mi2） 人種別人口構成 - 白人: 83.26% - アフリカン・アメリカン: 12.18% - ネイティブ・アメリカン: 0.34% - アジア人: 0.91% - 太平洋諸島系: 0.02% - その他の人種: 2.30% - 混血: 0.99% - ヒスパニック・ラテン系: 5.05% 年齢別人口構成 - 18歳未満: 25.8% - 18-24歳: 8.1% - 25-44歳: 32.5% - 45-64歳: 22.1% - 65歳以上: 11.6% - 年齢の中央値: 35歳 - 性比（女性100人あたり男性の人口） - 総人口: 97.0 - 18歳以上: 94.1 | 世帯と家族（対世帯数） - 18歳未満の子供がいる: 34.9% - 結婚・同居している夫婦: 59.2% - 未婚・離婚・死別女性が世帯主: 10.5% - 非家族世帯: 26.2% - 単身世帯: 21.8% - 65歳以上の老人1人暮らし: 8.0% - 平均構成人数 - 世帯: 2.60人 - 家族: 3.03人 収入と家計 - 収入の中央値 - 世帯: 46,140米ドル - 家族: 53,692米ドル - 性別 - 男性: 36,714米ドル - 女性: 26,010米ドル - 人口1人あたり収入: 21,121米ドル - 貧困線以下 - 対人口: 7.1% - 対家族数: 4.8% - 18歳未満: 8.3% - 65歳以上: 9.6% |

郡の200年間以上で農業が経済の重要な部分を占めてきた。19世紀後半と20世紀初期、特に郡北部では繊維が経済の重要部分となった。今日地元経済はより多様化している。
郡住人の大半はスコットランド・アイルランド系、ドイツ系、イングランド系、ウェールズ系のヨーロッパ人子孫である。アフリカ系アメリカ人も少数いる。

## 宗教
郡住人は昔からプロテスタントが多く、特に南部バプテスト連盟、長老派教会、メソジストが多い。小さなユダヤ教のシナゴーグもある。正教会やイスラム教の教会は近くのシャーロットにある。

## 見どころ

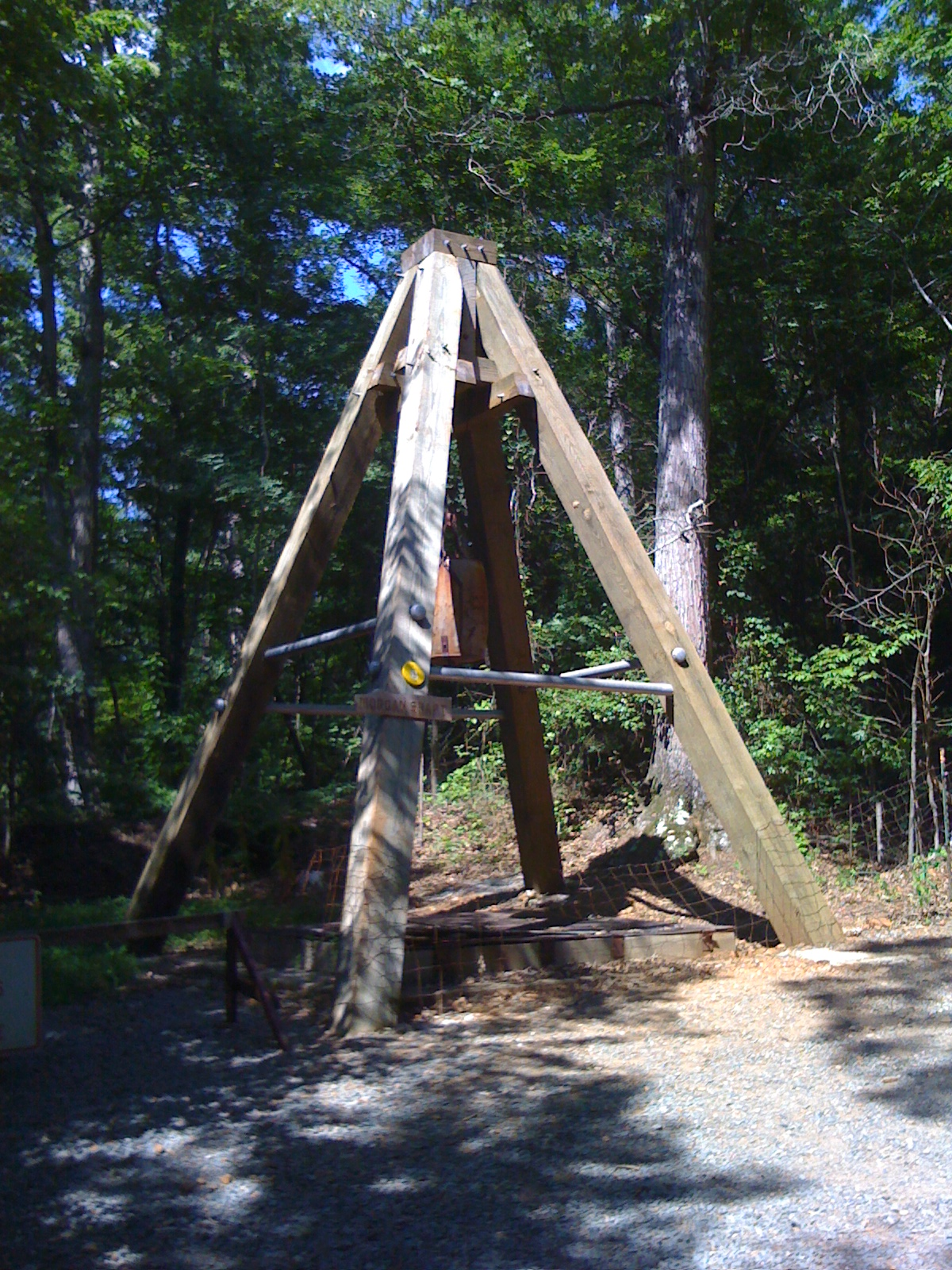
リード金鉱山

カロライナズ医療センター北東支所は24時間救急部と外傷センターがあり、コンコード市にある。退役兵病院や軍事施設は無い。
州最大の観光地はコンコード・ミルズ・モールである。グレート・ウルフ・ロッジがこのモールの近く、州間高速道路85号線の反対側にある。
郡内には1799年に国内で初めて金脈が見つかったリード金鉱山がある。

### NASCAR
カバラス郡はアメリカのモータースポーツの中心を自称しており、NASCARとの豊富な歴史がある。
郡西部には、毎年NASCARスプリントカップ・シリーズを3回開催するシャーロット・モーター・スピードウェイ、そのダートトラック、年2回NHRAドラッグレースを開催するzMAXドラッグウェイなど、コンコード市の大規模な自動車レース施設がある。コンコード市の南東、ミッドランドにあるコンコード・スピードウェイ（元コンコード・モータースポーツ・パーク）では、初春から秋まで毎週NASCARウェレン・オールアメリカン・シリーズを開催している。
郡内には幾つかのレースショップもある。コンコード市のヘンドリック・モータースポーツ、ラウシュ・フェンウェイ・レーシング、リチャード・ペティ・モータースポーツ、アーンハート・ガナシ・レーシング、カナポリス市のスチュワート＝ハース・レーシング、ハリスバーグ市のJTGドハティ・レーシングとウッド・ブラザーズ・レーシングなどである。
最新式でこの種のものとしては初めての風洞であるウィンドシェアが2008年7月18日にコンコード市に開設された。NASCARやフォーミュラワン・レーシングチーム、さらに自動車メーカーが利用できる。

## 都市と町
- コンコード - 郡庁所在地
- ハリスバーグ
- カナポリス
- マウントプレザント
- ミッドランド

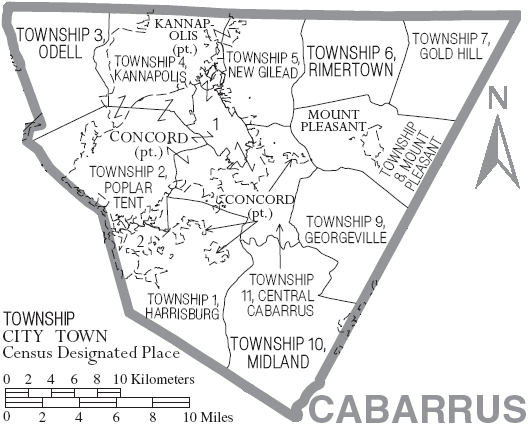
カバラス郡の自治体と郡区

郡北西隅にあるオーデルスクールの法人化が進められている。現住人はカナポリス市に併合されるのを避ける手段として法人化を期待している。

### 未編入の町
- ジョージビル
- オーデルスクール
- ライマータウン

## 教育
カナポリス市の一部を除く郡全体の公共教育はカバラス郡教育学区が管轄している。カナポリスは独自の教育学区を持っている。カバラス郡教育学区は生徒の成績が良く、暴力など問題が少ないので、州内でも良い方の学区と見なされている。
郡内にはバーバー・スコティア・カレッジ、カバラス健康科学カレッジ（4年制）、およびローワン・カバラス・コミュニティカレッジの支部がある。ノースカロライナ大学シャーロット校はメクレンバーグ郡にあるが、実際には近くのハリスバーグにあり、州間高速道路85号線で容易に通学できる。

## メディア
郡内では「インデペンデント・トリビューン」が発行されており、週刊紙の「ザ・ウィークリー・ポスト」もある。ラジオはAM局がクラシックのカントリーミュージックを流している。ポプラテント道路近く、アメリカ国道29号線北沿いの塔から放送を送っており、コンコード市にはスタジオがある。
有線、無線の電話は郡内どこでも利用できる。ケーブルテレビも郡の大半で利用できる。テレビはシャーロットテレビ市場に入っている。